# Elatostema kinabaluense
Elatostema kinabaluense är en nässelväxtart som beskrevs av L. S. Gibbs. Elatostema kinabaluense ingår i släktet Elatostema och familjen nässelväxter. Inga underarter finns listade i Catalogue of Life.